# Jüdisches Gemeindezentrum (Breslau)

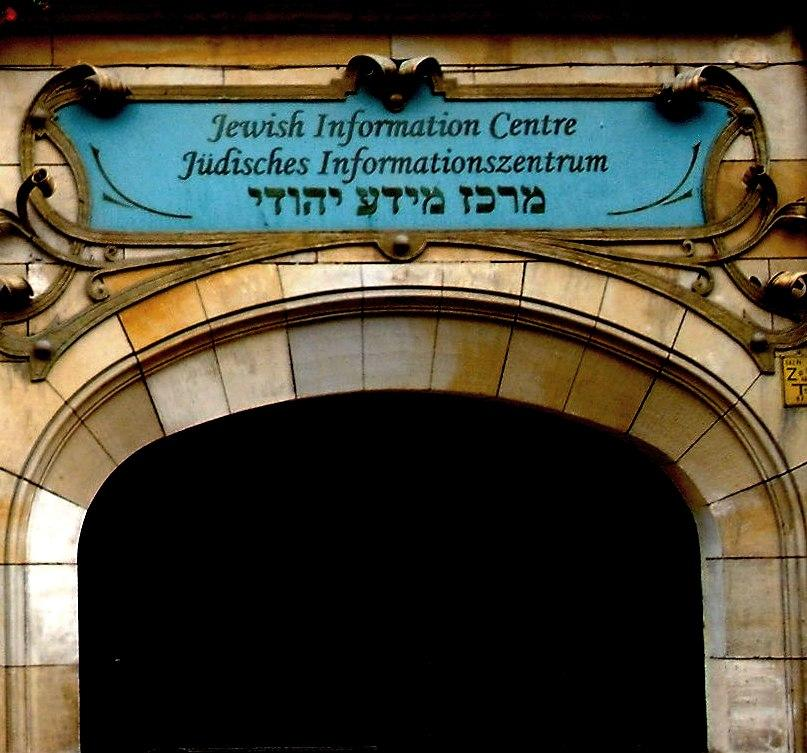
Jüdisches Gemeindezentrum

Das Jüdische Gemeindezentrum Breslau befindet sich in der Ulica Pawła Włodkowica (Wallstraße) Nr. 5,7, 9 und 11. Es ist ein denkmalgeschütztes Gebäude.